# Politické ústředí
Politické ústředí (PÚ) byla protiněmecká odbojová organizace působící na území Protektorátu Čechy a Morava v letech 1939 až 1940 a zaměřovalo se na udržování zpravodajských kontaktů s exilem.

## Vznik a činnost
Krátce po německé okupaci, 17. března 1939 se sešli Prokop Drtina, Jan Opočenský a poslanec František Němec, kteří rozpracovali základní úkoly, které by vznikající odbojová organizace měla mít a které byly dohodnuty s Edvardem Benešem na podzim 1938 a v jeho americkém exilu na přelomu ledna a února 1939. Bylo to zejména zajištění spojení s ustavujícím se zahraničním odbojem a vytvoření politické odbojové organizace se silnou autoritou.
PÚ vzniklo v létě 1939. V jejím čele stanul dr. Přemysl Šámal. Bylo tvořeno příslušníky prvorepublikových politických stran (s výjimkou komunistů) jako např. dr. Prokopem Drtinou, prof. dr. Vladimírem Klecandou, jenž byl záhy zvolen generálním tajemníkem PÚ, či dr. Vladimírem Krajinou. Obranu národa v PÚ zastupoval gen. Bedřich Neumann. Skupina se zaměřovala na udržování zpravodajských kontaktů s exilovou vládou v Londýně a s předsedou protektorátní vlády Ing. Aloisem Eliášem. Předávání zpráv probíhalo převážně pomocí kurýrů.
Ke spolupracovníkům PÚ patřili někteří členové protektorátní vlády (včetně předsedy první protektorátní vlády Rudolfa Berana), novináři či skupina pracovníků prvorepublikové politické a zpravodajské sekce ministerstva zahraničí. Další spolupracovníci se nacházeli v Brně a Plzni.
Na jaře 1940 PÚ spolu s Petičním výborem Věrni zůstaneme a Obranou národa zformovalo Ústřední vedení odboje domácího. PÚ bylo prakticky zničeno při rozsáhlém zatýkání jejich příslušníků německými bezpečnostními složkami v roce 1940. Z celé struktury organizace poté na svobodě zůstali pouze jednotlivci.